# Emil Johansson (sciatore)
Emil Johansson (13 agosto 1988) è un ex sciatore alpino svedese.

## Biografia
Attivo in gare FIS dal novembre del 2004, Johansson ha esordito in Coppa Europa il 2 dicembre 2010 a Åre in slalom speciale e in Coppa del Mondo il 22 dicembre 2015 a Madonna di Campiglio nella medesima specialità, in entrambi i casi senza completare la prova. Il 6 gennaio 2016 ha ottenuto il suo miglior piazzamento in Coppa del Mondo, a Santa Caterina Valfurva in slalom speciale (25º); in Coppa Europa ha colto due podi, entrambi a Plan de Corones in slalom parallelo: il 17 dicembre 2016 (3º) e il 16 dicembre 2017 (2º). Ha preso per l'ultima volta il via in Coppa del Mondo il 7 gennaio 2018 ad Adelboden in slalom speciale, senza completare la prova, e si è ritirato al termine della stagione 2018-2019; la sua ultima gara è stata uno slalom speciale FIS disputato l'11 aprile a Lindvallen, non completato da Johansson. Non ha preso parte a rassegne olimpiche né iridate.

## Palmarès

### Coppa del Mondo
- Miglior piazzamento in classifica generale: 147º nel 2016

### Coppa Europa
- Miglior piazzamento in classifica generale: 76º nel 2018
- 2 podi:
  - 1 secondo posto
  - 1 terzo posto

### Campionati svedesi
- 3 medaglie:
  - 1 argento (slalom gigante nel 2018)
  - 2 bronzi (slalom speciale nel 2015; slalom speciale nel 2018)